# Geistig-moralische Wende
Die geistig-moralische Wende, auch geistig-moralische Erneuerung, war eine von Helmut Kohl (CDU) ausgegebene politische Losung. In seinem Koalitionspapier versprach Kohl, eine „geistig-moralische Wende“ zu bringen, was zum Schlagwort seiner Politik der frühen Jahre als deutscher Kanzler wurde.
Im Bundestagswahlkampf 1980 hatte Kohl bereits von der Notwendigkeit einer „geistig-moralischen Wende“ gesprochen und sich damit vom damaligen Bundeskanzler Helmut Schmidt abgegrenzt, dem er eine Kapitulation vor dem Zeitgeist vorhielt. Eine Bundesregierung – so Kohl – müsse durch entschiedene Handlungsweisen „politisch-geistige Führung“ beweisen. Kohls erste Regierungserklärung nahm diese Gedanken auf, verwendete jedoch den Begriff „geistig-moralische Herausforderung“. Das Wort „Wende“ vermied Kohl mit Rücksicht auf den alten und neuen Außenminister Hans-Dietrich Genscher (FDP).
Die Vorstellungen, was mit „geistig-moralischer Wende“ gemeint war, waren unterschiedlich, da Kohl diese nicht weiter beschrieben hatte. Konservative verbanden mit der „geistig-moralischen Wende“ eine Stärkung konservativer Werte. Heiner Geißler sprach rückblickend von grundsätzlichen Veränderungen in wichtigen politischen Bereichen ab 1982: „Man kann diesen Prozeß und seine Ergebnisse geistig-moralische Wende nennen oder weniger weihevolle Begriffe dafür nehmen.“ Der gestürzte Helmut Schmidt sagte 2012 dazu rückblickend in einem Interview, dass es gar keine Wende gegeben habe, sondern die sozialliberale Politik fortgeführt wurde und „nur das Personal ausgetauscht“ worden sei.
Der Begriff fand bald auch Kritik und satirische Verwendung. Insbesondere in der Berichterstattung zur Flick-Affäre wurde „boshaft festgestellt, daß es mit der Moral der geistig-moralischen Erneuerung nicht weit her sei.“ Nach dem Eindruck des amerikanischen Nachrichtenmagazins Newsweek wirkte die Äußerung Kohls, die Republik sei nicht käuflich, auf viele Bundesbürger „wie die hohle Phrase eines Mannes, der vor zwei Jahren mit dem Anspruch auf geistig-moralische Erneuerung ins Amt kam.“ Der Journalist und Sozialwissenschaftler Hans Uske übersetzte nicht ohne satirischen Unterton die Worte „geistig“ mit „Werte und Tugenden“ sowie „moralisch“ mit „Opferbereitschaft“. Letztere sei von denen gefragt, die Uske zu den Verlierern der von der Regierung Kohl betriebenen Erneuerung der sozialen Marktwirtschaft zählte, die von seinen Gegnern als Sozialabbau gebrandmarkt wurde.
Guido Westerwelle sprach beim Dreikönigstreffen der FDP 2010 wenige Monate, nachdem seine Partei in die Regierung gewählt worden war, von einer „geistig-politischen Wende“. Damit meinte er die Orientierung an Leistungsgedanken, Bürokratieabbau und eine stärkere Würdigung der Chancen moderner Technologien.
Der Merkel-Biograph Gerd Langguth sagte in einem Interview 2010: „Im Übrigen gibt es ja inzwischen die Erkenntnis, dass der Staat sich übernimmt, wenn er eine politisch-moralische Wende verspricht, wie das Kohl getan hat. Das wird ein Staat oder eine Regierung selber nie einlösen können. Das kann nur aus der Gesellschaft selbst kommen. Die Regierungsvertreter müssen aber mit gutem Beispiel vorangehen.“
Auch Präsident Wladimir Putin kündigte am 12. Dezember 2012 eine geistig-moralische Wende für Russland an.